# 大枝永山
大枝 永山（おおえ の ながやま）は、平安時代初期の貴族。正六位上・大枝長人の子。官位は従五位下・肥後守。

## 経歴
従五位下に叙爵後、平城朝の大同3年（808年）大学頭に任ぜられる。
嵯峨朝初頭の大同5年（810年）従五位上、翌弘仁2年（811年）大判事に叙任される。弘仁3年（812年）正月に肥後守として地方官に任ぜられたのち、一旦9月に刑部大輔として刑部省官人に復すが、翌弘仁4年（813年）2月に肥後守に再任されている。同年11月各国に移配させた夷俘に対する教化や、夷俘からの要請に対応するための専当官が任命された際、筑後守・弟村王らと共に永山もこれを兼ねた。

## 官歴
『日本後紀』による。
- 時期不詳：従五位下
- 大同3年（808年）6月1日：大学頭
- 大同5年（810年）4月19日：従五位上
- 弘仁2年（811年）正月11日：大判事
- 弘仁3年（812年）
  - 正月12日：肥後守
  - 9月27日：刑部大輔
- 弘仁4年（813年）2月21日：肥後守

## 系譜
- 父：大枝長人[1]
- 母：
- 妻：広江氏[2]
  - 男子：大枝乙枚[2]